# Сантьягу (Торриш-Новаш)
Сантья́гу (порт. Santiago) — город и район в Португалии, входит в округ Сантарен. Является составной частью муниципалитета Торриш-Новаш. По старому административному делению входил в провинцию Рибатежу. Входит в экономико-статистический субрегион Медиу-Тежу, который входит в Центральный регион. Население составляет 2637 человек на 2001 год. Занимает площадь 9,78 км².